# كيم مين جيونغ
كيم مين جيونغ (12 سبتمبر 1989 ببوسان في كوريا الجنوبية - ) هو لاعب كرة قدم كوري جنوبي في مركزي الدفاع وقلب الدفاع. لعب مع أفيسبا فوكوكا وإهيمه إف سي وSeoul E-Land FC ‏.

## وصلات خارجية
- كيم مين جيونغ على موقع رابطة كرة القدم اليابانية للمحترفين (اليابانية)
- كيم مين جيونغ على موقع دوري كوريا الجنوبية (الإنجليزية)
- كيم مين جيونغ على موقع قاعدة بيانات كرة القدم.إي يو (الإنجليزية)
- كيم مين جيونغ على موقع Soccerway.com (الإنجليزية)